# Издавачка делатност у окупираној Србији у Великом рату
Издавачка делатност у окупираној Србији у Великом рату по завођењу окупационе управе, потпуно је од стране војних власти укинута од јесени 1915. године. Знатан број издавача одлучио се за избеглиштво и кренуо је у повлачење према југу Србије, а други део који је остао у Србији, одмах је интерниран.

## Историја
У разрушеним и опустошеним градовима окупациона власт је убрзана формирала нову општинску власт, а целокупна окупациона политика имала је за циљ не само да успостави контролу над становништвом и
омогући експлоатацију привредних добара већ и да у потпуности поништи национални идентитет, укључујући и њену културу и издавачку делатност. 
Аустроугарска окупациона власт на својој окупационој територији, већ у рану јесен 1915. године:
- забранила је сваку врсту издавачке делатности,
- запленила имовину издавачких предузећа,
- издаваче који су остали у Србији, углавном интернирала у логоре,
- запленила и уништили ћириличка слова већине штампарија,
- заплењене штампарске машине употребљавала у новоотвореним штампаријама окупационе власти.

Исте судбине били су и чланови уредништава српских политичких и хумористичких листова - листови су забрањени, а имовина им је конфискована.
Ситуација у бугарској окупационој зони била је још гора, јер они не само да су забранили издавачку делатност већ су одмах започели са нескривеном бугаризацијом. За бугарском војском стигли су чиновници, а потом и наставници, који су заједно са оружаном силом били основна снага за спровођење однарођавања српског народа.  Забрена је употребу српског језика, личних имена, писма ћирилице, натписа на матерњем језику, а и презимена су модификована, па су се морала завршавати на -ов и -ев.

## Беогарске новине
За време Аустроугарске окупације покренуте су у српској престоници „Београдске новине”, које су у почетку излазиле паралелно на српском и немачком, а касније и на мађарском језику. 
Поред редовних рубрика и чланака првенствено новинара аустроугарских држављана, у листу су објављивани и прилози српских културних и јавних посленика. Међу српским ауторима били су су најпознатији: Борисав Станковић, Сима Пандуровић, Исидора Секулић, Милорад Петровић, др Јован Б. Јовановић, Милутин Чекић, Константин Перић, ђакон Божидар Лукић, Никола Марковић, Живорад Вујић, Коста Јездимировић, Драгослав Стојановић, Даринка Стојановић и Зорка Каснар-Караџић.